# Алекс Хіменес
Алехандро «Алекс» Хіменес Санчес (ісп. Alejandro Jiménez Sánchez; нар. 8 травня 2005) — іспанський футболіст, який грає на позиції захисника за клуб Серії А «Мілан».

## Клубна кар'єра

### Реал Мадрид
Народившись у Леганесі, Мадрид, та вирісши в Талавера-де-ла-Рейна, Хіменес розпочав свою кар'єру у місцевих клубах «Талавера» і ЮД «Талавера». У 2012 році він приєднався до академії «Реал Мадрид». Спочатку він виступав на позиції нападника, потім перейшов на правий фланг, а згодом — на позицію правого захисника. Його виступи за молодіжні команди «Реал Мадрид» привернули увагу німецького клубу «Баварія» та англійського «Челсі».
Попри інтерес з боку інших клубів, Хіменес підписав свій перший професійний контракт із «вершковими» до 2027 року, ставши одним із найвисокооплачуваніших гравців «Кастільї».

### Мілан
25 липня 2023 року Хіменес був орендований італійським клубом «Мілан» на сезон 2023–24 з опцією викупу. Спочатку він приєднався до складу команди U-19. Тренуючись із основною командою «Мілана», отримав перший виклик на матч Серії А проти «Ювентуса» 23 жовтня 2023 року, який завершився домашнею поразкою 0:1. Хіменес перебував на лаві запасних, але так і не дебютував у цій грі.
2 січня 2024 року дебютував за «Мілан» в матчі Кубка Італії проти «Кальярі», в якому команда здобула перемогу 4:1 на домашньому полі, а Хіменес вийшов у стартовому складі.
25 березня 2024 року «Мілан» активував опцію викупу Хіменеса в «Реал Мадрид» за орієнтовну суму 5 мільйонів євро, при цьому «Реал» зберіг за собою право зворотного викупу за вищу суму.
10 серпня 2024 року Хіменес дебютував за новостворену резервну команду «Мілан Футуро». Алекс вийшов у стартовому складі та забив другий і третій голи в матчі першого раунду Кубка Італії Серії C проти «Лекко», який завершився перемогою з рахунком 3:0 на виїзді.

## Виступи за збірні
Хіменес представляв Іспанію на юнацькому рівні, виступаючи за збірні U-15, U-17 та Іспанія U-19.

## Стиль гри
Сильний і агресивний у єдиноборствах, Хіменес також відзначається швидкістю, хорошим передбаченням та широким діапазоном передач. Він називає правого захисника «Ліверпуля» Трента Александера-Арнольда гравцем, яким захоплюється.

## Титули та досягнення
- Володар Суперкубка Італії (1):

«Мілан»: 2024